# Креолски език
Креолският език или само креолски (срещат се варианти креоли, криоли, криолу) е език, възникнал при смесване на думи и изрази от съответен местен диалект и друг чужд език. Различават се също така креолизирани езици (от испанската дума criollo (от criar – „нараствам“) – по-развитата степен на еволюция на пиджин, който от опростен лингва франка постепенно се превръща в роден за значителна част от смесеното по произход население и се превръща в самостоятелен език. По-голямата част от креолските езици, както и пиджин, възникват в епохата на европейската колонизация на Америка, Азия и Африка през 15—20 век. Някои от тях и до днес са самостоятелни езици: креолския език в Хаити, креолския език кабовердиана в Кабо Верде, папяменто (Аруба), таки таки в Суринам. Традиционно, в метрополията и даже в средите на говорещите на креолски езици жители, преобладава пренебрежително отношение към креолската реч като неправилна и изкривена. Повечето съвременни креолски езици така или иначе съхраняват връзката си с езика източник, но много от тях (например португало-креолските езици в Азия) са на границата на изчезнване, други вече са изчезнали, а при трети съществува тенденция към сближаване с езика-източник в хода на процес, известен като декреолизация.